# At Eternity's Gate
Pour plus de détails, voir Fiche technique et Distribution.
At Eternity's Gate, ou À la porte de l'éternité au Québec, est un drame biographique expérimental américano-britannico-français co-écrit et réalisé par Julian Schnabel, sorti en 2018.
Il s'agit d'une biographie sur le peintre Vincent van Gogh. Le film décrit la vie de Vincent Van Gogh de 1888 à Paris, son installation à Arles, son internement à Saint-Rémy-de-Provence, jusqu'à sa mort à l'auberge Ravoux à Auvers-sur-Oise. Le titre est inspiré de la peinture À la porte de l'éternité de Vincent Van Gogh.
Il a été présenté à la Mostra de Venise 2018.

## Synopsis

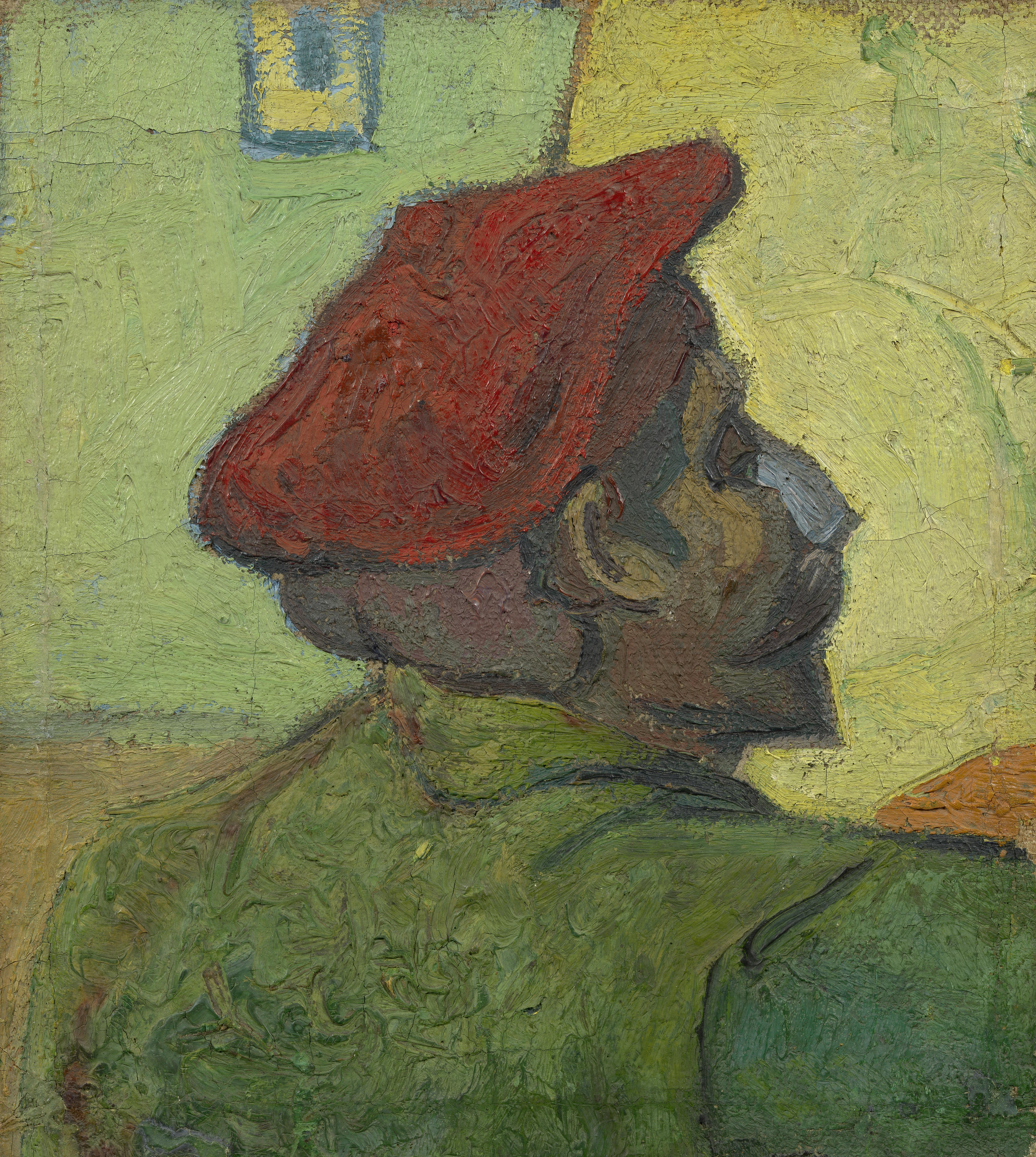
Portrait de Paul Gauguin par Vincent van Gogh.
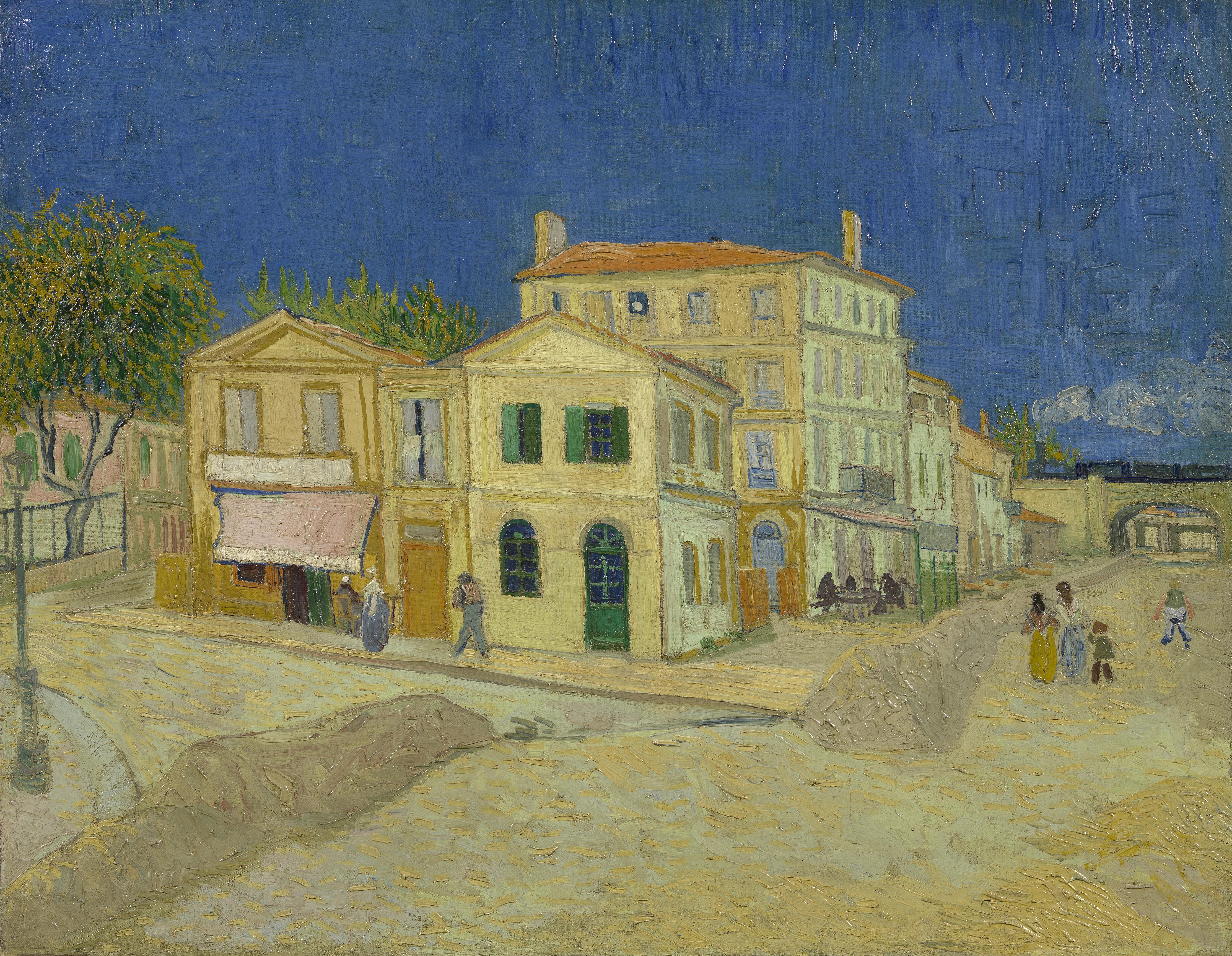
La Maison jaune par Vincent van Gogh.
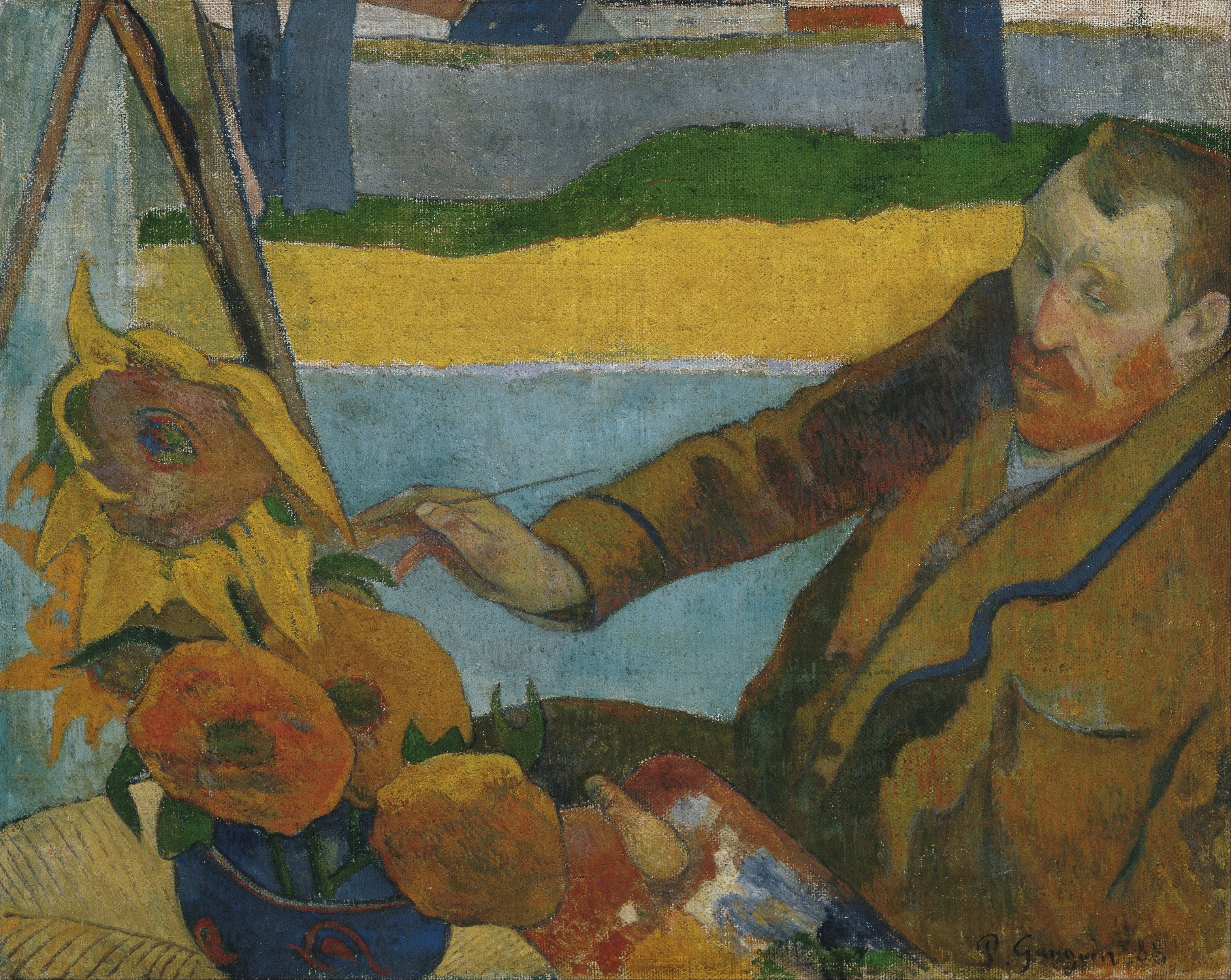
Van Gogh peignant des tournesols par Paul Gauguin.
La Chambre de Van Gogh à Arles par Vincent van Gogh.

## Fiche technique
Sauf indication contraire, les informations mentionnées dans cette section peuvent être confirmées par la base de données cinématographiques IMDb,  présente dans la section « Liens externes ».
- Titre original et francophone : At Eternity's Gate
- Titre québécois : À la porte de l'éternité
- Réalisation : Julian Schnabel
- Scénario : Julian Schnabel, Jean-Claude Carrière et Louise Kugelberg
- Photographie : Benoît Delhomme
- Musique : Tatiana Lisovkaia
- Montage : Louise Kugelberg et Julian Schnabel
- Son : Jean-Paul Mugel
- Décors : Cécile Vatelot
- Costumes : Karen Muller Serreau
- Effets visuels : Thibaut Granier
- Producteur : Jon Kilik
- Sociétés de production : Iconoclast, Riverstone Pictures, SPK Pictures
- Sociétés de distribution : CBS Films (États-Unis), Netflix (France)
- Pays de production :  Royaume-Uni,  France,  États-Unis
- Genre : drame biographique
- Durée : 110 minutes
- Dates de sortie :
  - Italie : 3 septembre 2018 (Mostra de Venise)
  - États-Unis : 16 novembre 2018 (sortie nationale)
  - France : 15 février 2019 (sur Netflix)

## Distribution
- Willem Dafoe (VF : Patrick Chesnais ; VQ : Sylvain Hétu) : Vincent van Gogh
- Rupert Friend (VF : Anatole de Bodinat ; VQ : Adrien Bletton) : Théo van Gogh
- Oscar Isaac (VF : Louis Garrel ; VQ : Patrice Dubois) : Paul Gauguin
- Mads Mikkelsen (VF : Yann Guillemot ; VQ : Louis-Philippe Dandenault) : un prêtre
- Mathieu Amalric (VF : lui-même ; VQ : Marc Bellier) : le docteur Paul Gachet
- Emmanuelle Seigner (VF : elle-même ; VQ : Valérie Gagné) : Madame Ginoux, l'Arlésienne
- Niels Arestrup (VF : lui-même) : un malade
- Amira Casar : Johanna Van Gogh
- Vladimir Consigny (VF : lui-même) : le docteur Félix Ray
- Anne Consigny : une enseignante
- Alexis Michalik : un musicien
- Vincent Perez : le directeur
- Stella Schnabel (VF : Olivia Nicosia) : Gaby
- Laurent Bateau (VF : lui-même) : Joseph Roulin
- Lolita Chammah (VF : elle-même) : une bergère sur la route
- Solal Forte (VF : lui-même) : Gaston

## Accueil

### Critique
Sur l'agrégateur américain Rotten Tomatoes, le film récolte 80 % d'opinions favorables pour 175 critiques. Sur Metacritic, il obtient une note moyenne de 76⁄100 pour 34 critiques.

## Distinctions

### Récompenses
- Mostra de Venise 2018 : Coupe Volpi de la meilleure interprétation masculine pour Willem Dafoe

### Nominations
- Oscars 2019 : meilleur acteur pour Willem Dafoe

## Production

### Genèse et développement
Le film est dédié au couturier Azzedine Alaïa, ami du cinéaste, mort en fin d'année 2017.